# Casa Deutsch
Casa Deutsch este o clădire monument istoric din Oradea. A fost construită între anii 1906 și 1910, după proiectul lui Sztarill Ferenc. Întreaga fațadă a clădirii cu două nivele este decorată cu motive populare, florale. Partea superioară a etajului se termină în semicercuri, iar în mijloc există un timpan trilobat cu o fereastră în mijloc, în formă de inimă rotunjită.

## Istorie
Casa Deutsch a fost un magazin de sticlărie, porțelanuri și lămpi, construit pe fosta stradă Zalakaros 4 - astăzi strada Vasile Alecsandri 4 - în stil Art Nouveau și aparținând lui Charles Károly Ignác. (Anterior, din 1888, magazinul era la numărul 2, într-o clădire proiectată de Kálmán Rimanóczy (tatăl).) În anii 1970, în timpul renovării clădirii, din motive de rezistență, întreaga clădire a fost demolată, lăsându-se doar fațada stradală originală. Noua casă a fost construită din beton armat. Cele mai multe dintre decorațiile colorate ale fațadelor au fost refăcute, dar zugrăveala a dispărut de-a lungul timpului.